# Noord-Molukse rupsvogel
De Noord-Molukse rupsvogel (Edolisoma grayi) is een zangvogel uit de familie Campephagidae (rupsvogels). Eerder werd deze vogel beschouwd als een ondersoort van de sahoelrupsvogel (E. tenuirostre), die toen nog monniksrupsvogel heette.

## Verspreiding en leefgebied
Deze vogel komt voor op de Molukken en telt twee ondersoorten:
- E. g. pererratum: Tukanbesi-eilanden (nabij zuidoostelijk Sulawesi).
- E. g. grayi: Halmahera en omliggende eilanden (noordelijke Molukken).

## Status
De grootte van de populatie is niet gekwantificeerd maar de soort wordt omschreven als vrij algemeen op Halmahera. Op de Rode lijst van de IUCN heeft deze soort de status niet bedreigd.